# Sergei Nikititsch Chruschtschow

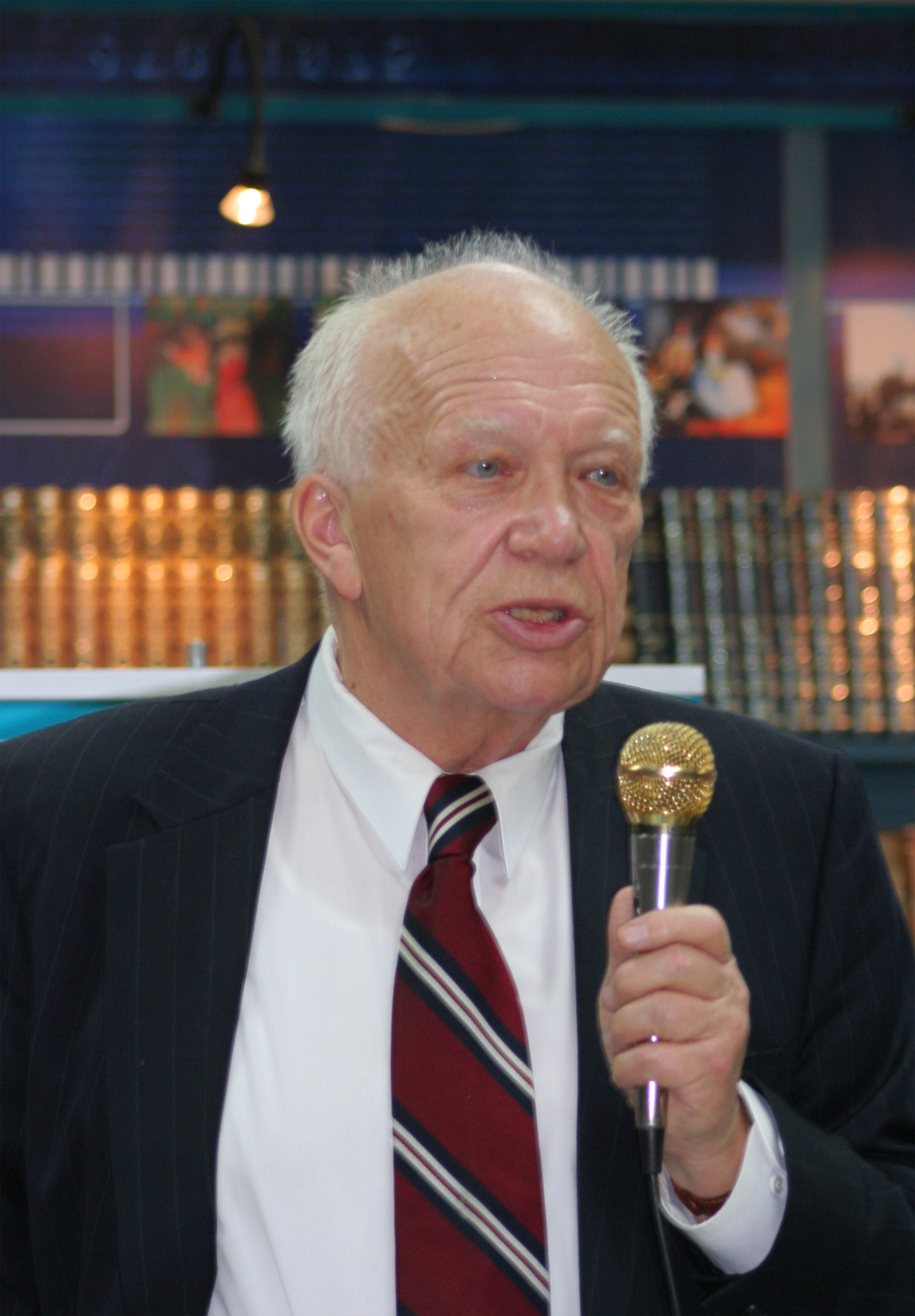
Sergei Chruschtschow, 2010

Sergei Nikititsch Chruschtschow (russisch Сергей Никитич Хрущёв, englische Transkription Sergei Nikitich Khrushchev; * 2. Juli 1935 in Moskau; † 18. Juni 2020 in Cranston, Rhode Island) war ein sowjetisch-amerikanischer Raumfahrtingenieur und Politikwissenschaftler. 

## Leben
Der Sohn des Parteichefs der KPdSU, Nikita Chruschtschow, war in der Sowjetunion Ingenieur für Raketenbau. Chruschtschow promovierte an der Ukrainischen Akademie der Wissenschaften. Von 1958 bis 1968 war er im OKB-52 Wladimir Tschelomeis am sowjetischen Raketen- und Raumfahrtprogramm beteiligt, speziell an der Entwicklung von Lenksystemen für Marschflugkörper, Mondfahrzeugen und der Proton-Trägerrakete. Für diese Arbeiten erhielt er den Leninpreis und andere sowjetische Auszeichnungen. Von 1968 bis 1991 arbeitete Chruschtschow in leitenden Positionen am Moskauer Institut für Elektronische Steuerungsmaschinen (INEUM).
Ab 1991 war er Politikwissenschaftler an der amerikanischen Brown University, an der er zunächst eine Gastvorlesung über die Geschichte des Kalten Krieges hielt, bevor er sich entschied, in den USA zu bleiben.
Sergei Chruschtschow lebte mit seiner dritten Ehefrau Walentina (geborene Golenko) seit 1991 in den Vereinigten Staaten, 1999 wurden beide amerikanische Staatsbürger. Sein ältester Sohn Nikita Sergejewitsch (russisch Никита Сергеевич Хрущёв, 1959–2007) aus der ersten Ehe mit Galina Schumowa (1934–2020) lebte weiterhin in Russland, arbeitete als Journalist und beurteilte diesen Schritt seines Vaters kritisch.
Chruschtschow lehrte am Watson-Institut für Internationale Studien der Brown University, er war Autor von Büchern, darunter auch Werke über seinen Vater. Er war Jurymitglied des internationalen Menschenrechtspreises Dr.-Rainer-Hildebrandt-Medaille.

## Ehrungen
- 1960: Leninpreis[6]
- 1963: Leninorden[6]
- 2015: Dr.-Rainer-Hildebrandt-Medaille

## Schriften (Auswahl)
- Khrushchev on Khrushchev – An inside account of the man and his era, by his son, Sergei Khrushchev, Verlag Little, Brown and Company, 1990, ISBN 0-316-49194-2.
- Nikita Khrushchev and the creation of a superpower, Pennsylvania State University Press, 2000, ISBN 0-271-01927-1.
- Memoirs of Nikita Khrushchev: Reformer, 1945–1964,  Pennsylvania State University Press, 2006, ISBN 0-271-02861-0.
- Geburt einer Supermacht. Ein Buch über meinen Vater, Elbe-Dnjepr-Verlag, Klitzschen 2003, ISBN 3-933395-38-0.